# Worms: Open Warfare
Worms: Open Warfare é um jogo de estratégia baseado em turnos. Foi desenvolvido pela Team17 e publicado pela THQ para o Nintendo DS e PlayStation Portable. Esse jogo marca a volta para o estilo 2D após alguns lançamentos em 3D. Teve uma sequência lançada em 2007 Worms: Open Warfare 2